# Peruviaanse keuken

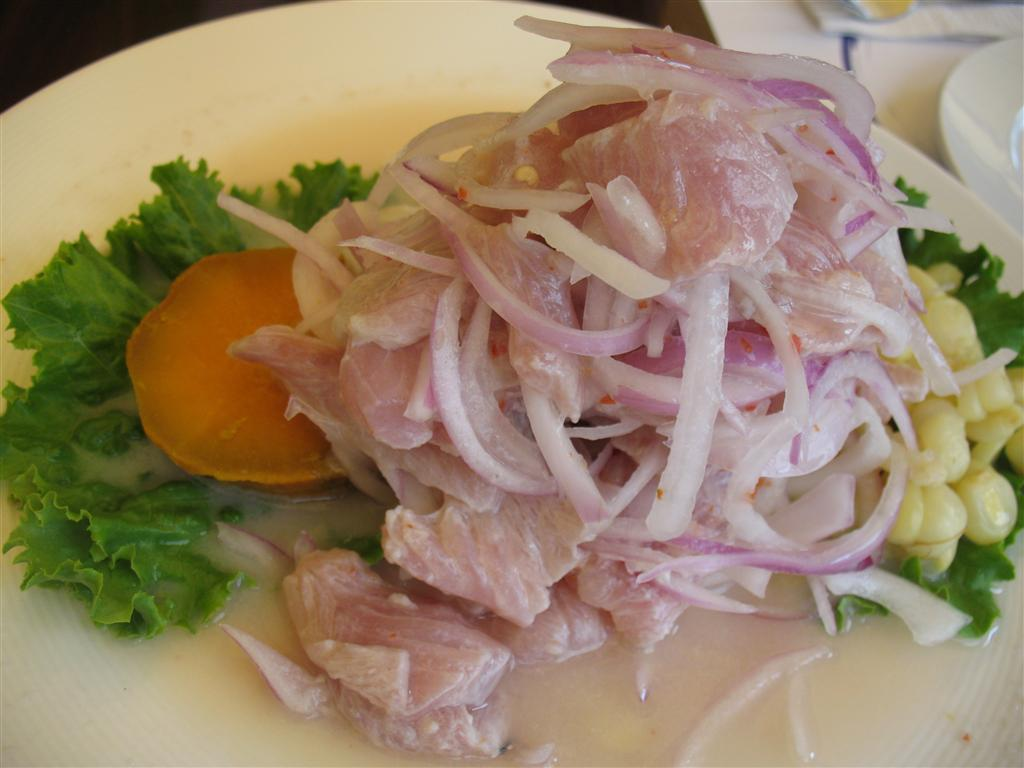
Ceviche gemaakt van makreel, een bekend gerecht uit Piura

De hedendaagse Peruviaanse keuken of Peruaanse keuken is een eeuwenoude mix van Indiaanse (onder andere Inca), Spaanse, en in mindere mate Afrikaanse kookkunst, aangevuld met meer recente Aziatische invloeden. De Peruaanse keuken kenmerkt zich onder meer door een grote variëteit aan ingrediënten. Aardappelen, die oorspronkelijk uit Peru (en andere Andeslanden) komen, bestaan er in talloze variëteiten. Er bestaan bijvoorbeeld zoete aardappelen, aardappelen die tijdens het koken uit elkaar vallen tot poeder (geschikt voor puree), en gevriesdroogde aardappelen. Deze werden reeds door de Inca's overdag in de zon te drogen gelegd en 's nachts bevroren ze. Het resultaat is een gekrompen, gedroogde aardappel ter grootte van een boon. Hier wordt het Andes-gerecht carapulcra van gemaakt.
Behalve aardappelen zijn er naar schatting meer dan 100 soorten Spaanse pepers, in Peru aangeduid met het woord aji. Ze zijn er van uiterst mild, zoals de veelgebruikte smaakmaker aji panca, tot uiterst scherp, zoals de rocoto, die qua vorm en grootte verraderlijk veel op de paprika lijkt.
Met name in de Andes wordt veel maïs gebruikt, waarvan vele soorten bestaan, zoals een paarse variant waarvan drankjes en toetjes worden gemaakt. Ook uit de Andes komt de manier van koken pachamanca. Hiervoor worden gloeiende stenen uit het vuur in een diepe kuil gegooid. Daarop worden verschillende soorten vlees, groenten, maïs en kruiden gelegd. Dit wordt afgedekt met nog meer hete stenen, en ten slotte wordt de kuil dichtgemaakt met aarde, waarna het eten in enkele uren zacht en gaar is. Pachamanca is afgeleid van Pachamama, wat moeder aarde betekent.
Een van de meest gerenommeerde koks van de Peruviaanse keuken begin 21e eeuw, is Gastón Acurio.

## Gerechten

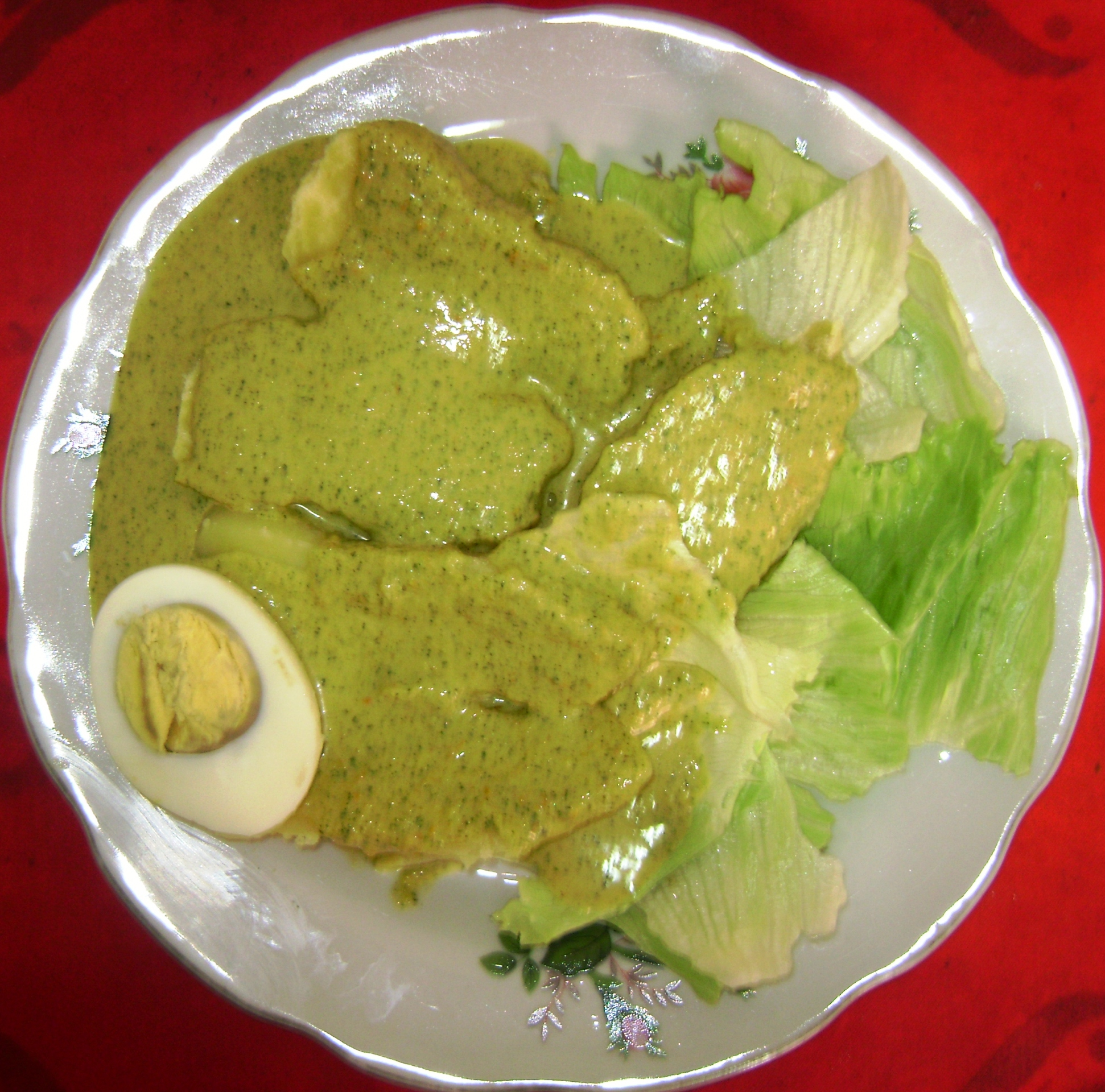
Ocopa, een traditioneel gerecht uit Arequipa van aardappelen overgoten met een saus van groene pepers, het kruid huacatay (tagetes minuta) en kaas

In de kustgebieden wordt veel verse vis en schaaldieren gegeten. Een populair gerecht is ceviche, waarbij rauwe vis en/of schaaldieren gemarineerd worden in het sap van limoen.
Andere gerechten zijn adobo (gestoofd gemarineerd vlees), causa rellena (aardappelpuree met tonijn of avocado), rocoto relleno (gevulde pepers), lomo saltado (roerbakgerecht met rundvlees, groenten en frites), chaufa (Aziatisch-Peruaans gerecht, vergelijkbaar met nasi goreng), aji de gallina (kip in pikante roomsaus), tacu-tacu (omeletachtig gerecht met bonen), arroz con pato (rijst met eend), anticuchos de corazón (soort saté van runderhart), papas a la huancaina (aardappelen met pikante saus op basis van verse kaas) en papas rellenas (gevulde gefrituurde aardappelen).
Omdat zich in de loop der tijd Aziaten (met name Japanners en Chinezen) in Peru hebben gevestigd, zijn er veel zogenaamde chifa-restaurants te vinden. Deze restaurants serveren meestal een mix van Aziatisch en Peruaans eten.
De Peruaanse keuken staat bekend als een van de beste in Latijns-Amerika, en is ontdekt door topkoks. Zo heeft een gerecht als ceviche wereldwijd plaats verworven in exclusieve restaurants. Wellicht dat de unieke smaken, de mix — fusion is populair — en de variëteit hieraan hebben bijgedragen.

## Drank

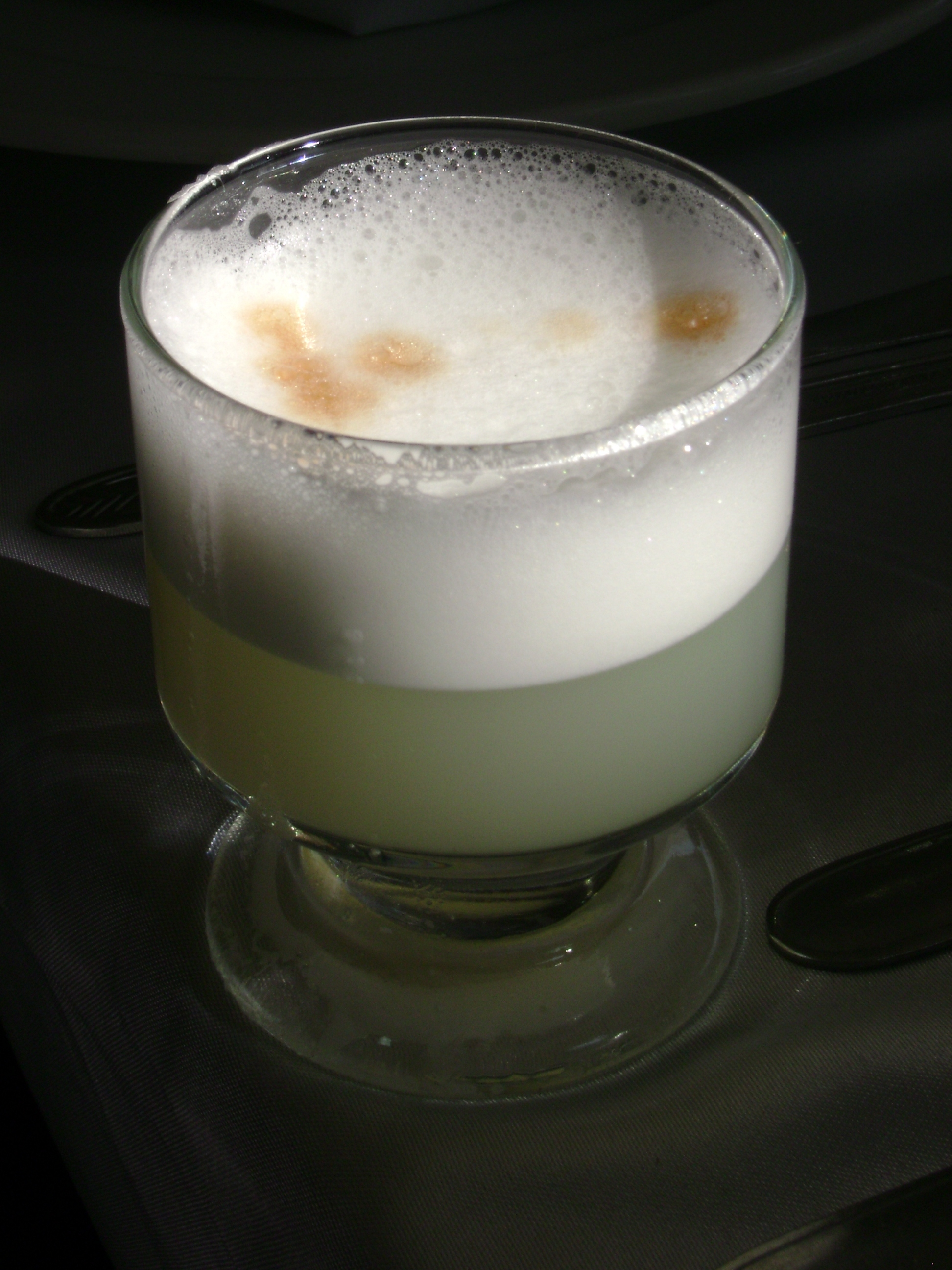
Pisco Sour

Een van de meest populaire drankjes in Peru is Inca Kola. Dit heeft niets te maken met de cola die in het westen bekend is. Het is geel van kleur en de smaak doet denken aan bubbelgum. De andere nationale drank is pisco, een sterkedrank die wordt gedestilleerd uit druiven. Pisco dient als basis voor de  cocktail Pisco Sour.
Een andere sterkedrank is aguardiente, een rietsuikerbrandewijn die in alle landen van Zuid-Amerika populair is.
Bij Peruaanse maaltijden wordt meestal bier gedronken. Het meest gedronken wordt pilsener bier, maar er wordt ook zwaarder donker bier gebrouwen. Peruaans bier is van goede kwaliteit. Bekende merken zijn Cusqueña, Pilsen Callao en Cristal.
Peruaanse wijn is in opkomst. Met name in de regio Ica wordt veel wijn geproduceerd. Ondanks het droge woestijnklimaat is Ica een uitstekende plaats voor wijnbouw. De wijngaarden worden intensief geïrrigeerd met water uit de Andes, en praktisch elk gewas ter wereld kan hier groeien.
Geleidelijk is een toenemend aantal kwaliteitswijnen ontstaan, zoals de grote wijnhuizen Santiago Queirolo, Tacama, Ocucaje, Tabernero en Vista Alegre. Daarnaast bestaat er een collectief van ca. 85 kleine wijnhuizen die bekendstaan als Artesanales.